# Rivula lecana
Rivula lecana är en fjärilsart som beskrevs av Fabricius 1793. Rivula lecana ingår i släktet Rivula och familjen nattflyn. Inga underarter finns listade.